# 데스 라이즈 어 호스
데스 라이즈 어 호스(Da uomo a uomo, Death Rides a Horse)는 이탈리아에서 제작된 지울리오 페트로니 감독의 1967년 액션, 서부 영화이다. 리 밴 클리프 등이 주연으로 출연하였다.

## 출연

### 주연
- 리 밴 클리프
- 존 필립 로우
- 마리오 브레가
- 루이지 피스틸리

### 조연
- 안소니 도슨
- 조시 토레스
- 프랑코 발두치
- 거글리엘모 스폴레티니
- 브루노 코라자리
- 펠리시타 패니
- 이그나지오 레오네